# Champlain (Salaberry-de-Valleyfield)
Pour les articles homonymes, voir Champlain.
Champlain est l'un des huit districts de la ville québécoise Salaberry-de-Valleyfield, en  Montérégie. Il est représenté par France Chenail au conseil municipal.

## Présentation
Situé au nord du vieux canal de Beauharnois, ce quartier traverse la rivière Saint-Charles et longe la baie Saint-François. Il comprend le « Quartier-Nord », ancien quartier des ouvriers des filatures de textile de la Montreal Cotton. 
Avec son terminus d'autobus et son Hôtel Plaza à distance de marche de tous les attraits, le quartier Champlain est souvent le premier contact des visiteurs avec la ville.
Le quartier accueille les marcheurs, les coureurs et les cyclistes le long de la section est de l'ancien canal de Beauharnois. Les kayakistes peuvent pratiquer le kayak-polo dans les eaux calmes ou pratiquer en eau vive.